# Salvador Borrego
Salvador Borrego Escalante (Ciudad de México, 24 de abril de 1915 - 8 de enero de 2018) fue un periodista y escritor mexicano, exponente destacado de la ultraderecha mexicana, vinculado además con el Partido Demócrata Mexicano y el negacionismo del holocausto de la Alemania Nazi en su país.
Fue director de treinta y siete periódicos y director fundador de varios de ellos. Publicó cincuenta y tres libros en campos como historia militar, política, economía, periodismo, filosofía y religión. Sus textos han recibido fuertes críticas y lo han acusado de antisemitismo debido a que coloca a los capitales judíos internacionales y a la ideología sionista como los causantes de la Segunda Guerra Mundial. Por esto ha sido criticado por ser apologista y simpatizante del fascismo.

## Carrera
Nació el 24 de abril de 1915 en la Ciudad de México, siendo el segundo hijo del matrimonio de Onésimo Borrego Lozano y Otilia Escalante. Su infancia la vivió entre las ciudades de Durango y Gómez Palacio. En 1932 quedó huérfano de su madre, por lo que su familia se movería a Torreón. En ese año se unió al Ejército Mexicano, donde fue soldado de línea y luego cabo, pero lo dejaría en 1934 al no tener posibilidades de subir en el escalafón militar.
Trabajó de 1936 a 1965 como reportero, secretario de redacción y redactor jefe en los diarios mexicanos Excélsior y Últimas Noticias. Fue asesor, fundador de El Sol de Guadalajara, El Sol de México, El Sol de San Luis Potosí, El Sol de Durango, El Sol de Aguascalientes; reorganizador de varias publicaciones y, jefe de la redacción central (1965-1974) de la Cadena «García Valseca» (37 periódicos) propiedad del coronel y empresario José García Valseca. Fundador (1949) y director (1949-1955) de la Academia Teórico-Práctica de Periodismo “García Valseca”. Además, fue profesor de Periodismo en la Universidad Femenina de México.

### Simpatizante del nacionalsocialismo

#### Inicios

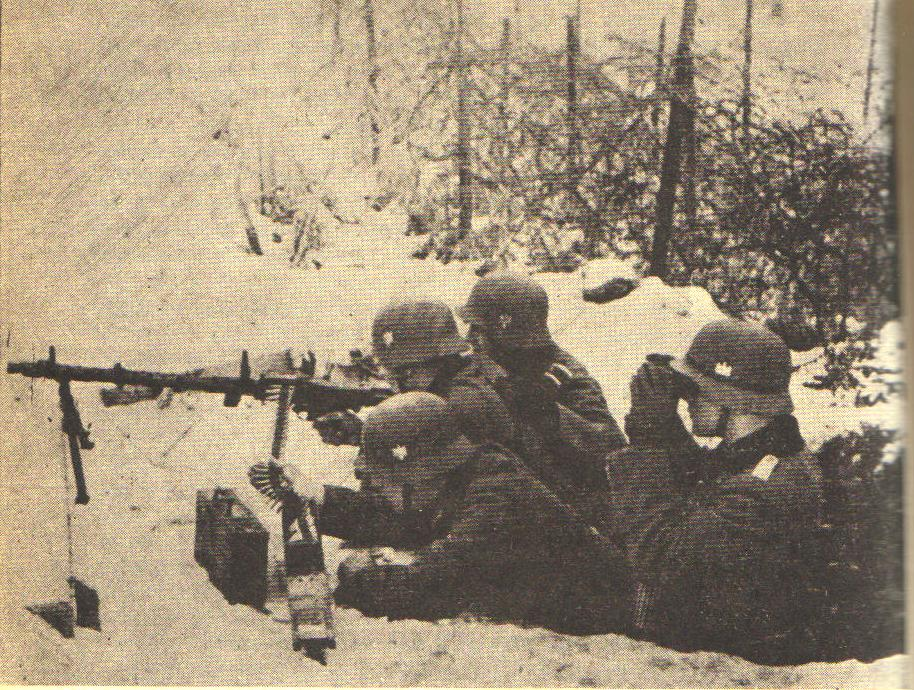
Soldados alemanes durante la operación Barbarroja del libro de Borrego Derrota mundial.

Comenzó a simpatizar con el nacionalsocialismo a partir de 1937, después de asegurar una manipulación propagandística de la información de prensa con el fin de desorientar al lector. Borrego trabajaba entonces en el diario Excélsior donde, dice, fue testigo de un manejo interno parcial de las noticias sobre la Alemania nazi que favorecía a los aliados. Afirma que siguió el curso de los acontecimientos día a día desde antes de que la guerra empezara, y que cada vez le pareció más evidente que había contradicciones entre los planteamientos de uno y otro bandos.[cita requerida]

#### Desarrollo
Con la caída del periodismo dirigido por García Valseca, este empezó  a participar de manera discreta en La Hoja de Combate de Salvador Abascal Infante, en donde se dedicaba de la redacción de política nacional. También colaboró en La Revista Nacional, El Mexicano y Realidad Mexicana que eran dirigidas por Agustín Navarro Vásquez. En esta época Salvador Borrego junto con Salvador Abascal y Celerino Salmerón mantendrían la editorial Tradición, luego de que este sería relegado completamente del periodismo, dedicándose ahora completamente a la escritura de material de extrema derecha. 

## Muerte
En el Twitter (administrado por el círculo de estudios del escritor), se confirmó el deceso de Borrego Escalante, al fallecer en su domicilio después de confesarse ante un sacerdote que lo atendió antes de su muerte.

## Obras
- Periodismo Trascendente (1951)[8]
- Derrota Mundial (1953)[9]
- América Peligra (1964), 568 páginas.
- Infiltración Mundial (1968), 343 páginas.
- México Futuro (1972)
- Batallas Metafísicas (1976)
- Juventud 1977-2006 (1977), 164 páginas.
- Inflación Empobrecedora. Deflación Empobrecedora. Tenazas del Supracapitalismo (1980) 107 páginas.
- Metas Políticas (1983)
- Arma Económica (1984), 112 páginas.
- Cómo García Valseca Fundó y Perdió 37 Periódicos y Cómo Eugenio Garza Sada Trató de Rescatarlos y Perdió la Vida (1984)
- ¿Qué pasa con EE. UU.? (1985), 103 páginas.
- Dogmas y Crisis (1985) 113 páginas.
- Pueblos Cautivos (1987), 122 páginas. (En lengua inglesa: Puzzling Neighbors: A Historical Guide to Understand Modern Mexico)
- Puzzling Neighbors (1987).
- Años Decisivos: 1993-2003 (1988).
- Acción Gradual (1989), 103 páginas.
- Diálogos (1990).
- Yatrogenia: Daño causado por el médico (1991), 131 páginas.
- Soy la Revolución Neoliberalizada (1992), 98 páginas.
- Psicología-Guerra y la Nueva Era 2000 (1994)
- Reflexiones: 38 Voces del Sentido Común (1994), 153 páginas.
- Neoliberalismo: Lo que es realmente (1995), 112 páginas.
- Economía Destructora (1995), 99 páginas. (Crítica y análisis sobre la Economía actual)
- Un Posible Fin de la Crisis (1997), 95 páginas.
- Panorama (1998), 122 páginas.
- La Cruz y la Espada (1998), 122 páginas.
- Disolución Social (2000), 121 páginas.
- 2001-2006. Lo que se Puede Esperar (2000)
- Waffen SS: ¿Criminales o Soldados? (2001), 147 páginas.
- Energía en Movimiento es Acción (2001) (Novela política)
- Juventud Traicionada, Editorial Aries
- A dónde nos quieren llevar (2002), 104 páginas.
- Imperialismo y Teología (2003), 125 páginas.
- Luftwaffe (2004), 151 páginas
- Guerra submarina (2003), 165 páginas. (Crónica sobre la Batalla del Atlántico)
- Desilusión traumática (2004)
- Democracia asfixiante (2005), 157 páginas. (Crítica y análisis sobre la democracia en México y en China principalmente)
- Semblanza. Pintor, Soldado, Fuehrer (2005), 301 páginas. (Biografía de Adolf Hitler)
- Calderón: 2006-2012. Lo que se puede esperar (2006), 127 páginas. (Especulaciones sobre el futuro del gobierno de Felipe Calderón Hinojosa)
- Globalización (2007) 156 páginas. (Crítica y análisis sobre la tendencia neoliberalista hacia la Globalización)
- Turbulencias en el sexenio (2007), 140 Páginas.
- Revolución en Marcha (2009)
- Alemania Pudo Vencer (2009)
- México Traicionado (2008), 181 Páginas.
- La Cúpula Gubernamental Va Haciendo Trizas a México (2010).
- Síntesis (2010)
- México en Guerra Ajena (2011), 163 Páginas.
- Desorden Mundial Económico y Moral (2011), 136 Páginas.
- III Guerra Mundial con Distintos Medios (2012), 203 Páginas.
- Lo que el pueblo espera y exige de Peña Nieto (2012).
- México chantajeado (2014).
- Imponderable (2014).
- Remembranzas de mis cien años (2015).
- Cara a Cara (2019, libro póstumo)

De sus libros se cuentan en total 248 ediciones hasta mayo de 2012.